# Clavariadelphus mirus
Clavariadelphus mirus är en svampart som först beskrevs av Narcisse Theophile Patouillard, och fick sitt nu gällande namn av Corner 1950. Clavariadelphus mirus ingår i släktet Clavariadelphus och familjen Clavariadelphaceae.   Inga underarter finns listade i Catalogue of Life.